# Tenmondai Iwa
Tenmondai Iwa är en kulle i Antarktis. Den ligger i Östantarktis. Norge gör anspråk på området. Toppen på Tenmondai Iwa är 36 meter över havet.
Terrängen runt Tenmondai Iwa är huvudsakligen kuperad, men västerut är den platt. Havet är nära Tenmondai Iwa åt nordväst. Trakten är obefolkad. Det finns inga samhällen i närheten. 